# Midam
Pour les articles homonymes, voir Ledent.
Midam, de son vrai nom Michel Ledent, né le 16 mai 1963 à Etterbeek (région de Bruxelles-Capitale), est un auteur, dessinateur et scénariste de bande dessinée belge.

## Biographie
C'est dans la commune bruxelloise d'Etterbeek que Michel Ledent, dit Midam, voit le jour le 16 mai 1963. À 18 ans, il choisit l'orientation de ses études et il se tourne, un peu par hasard, vers des spécialités artistiques, d’abord en architecture d’intérieur durant un an puis en photographie. C'est finalement en illustration qu'il obtient un diplôme à l'Institut Saint-Luc.
Après ses études d’illustration, il fait son service militaire dans la Force Navale belge en tant que dessinateur-décorateur. S’ensuivent des années de précarité et de petites commandes pour divers journaux et revues.
En 1992, il anime diverses rubriques dans le journal de Spirou, mais ce n'est qu’un an plus tard qu'il créé le personnage de Kid Paddle. Le rédacteur en chef de Spirou passe de la demi-page à la pleine page. Puis en 1996, le premier album de Kid Paddle voit le jour.
En 1997, Midam créé une nouvelle série : Histoires à lunettes. Il collabore avec Clarke, dessinateur de la série Mélusine, en lui confiant la réalisation graphique de la série. De cette collaboration sont issus 3 albums publiés dans la collection « Humour libre » aux éditions Dupuis.
En 2002, le premier Kid Paddle Magazine apparaît. Un an plus tard, une première saison de 52 épisodes présente Kid Paddle en dessin animé en France, Belgique, Suisse et Canada.
Midam produit en 2004 une série spin off de Kid Paddle intitulée Game Over et mettant en scène l’avatar virtuel de Kid Paddle, à savoir Le Petit Barbare. Pour ce projet, Midam s’entoure de plusieurs collaborateurs dont Thitaume, Adam Devreux et Laurent Noblet.
En 2011, les ventes de Kid Paddle représentent plus de 7 millions d'albums depuis le premier tome édité en 1993. Des centaines de produits dérivés ont été créés à l’effigie de Kid : vêtements, chaussures, jeux de cartes, skateboards, tatouages, jeux vidéo, fond d’écran pour GSM, figurines, jouets, puzzles, draps de plage, couettes, papeteries, bagageries, etc. En 2008 et 2015, deux insectes coléoptère Histeridae : Hypocaccus kidpaddlei et Phloeolister midami, sont nommés en hommage à Kid Paddle et Midam par l'entomologiste Yves Gomy. Une autre espèce d'Histeridae Sarandibrinus araceliae est un hommage à son épouse, Araceli Cancino.
Midam crée en 2002 la société Midam Productions. En 2010, il s'associe à Dimitri Kennes, ex-directeur général des éditions Dupuis, pour créer la société anonyme MAD Fabrik destinée à éditer les futurs albums des univers de Midam ainsi que les droits dérivés.
Après 4 ans, Midam constate qu'il doit produire toujours plus d'albums de BD pour alimenter sa structure et compenser le manque de merchandising, d'audiovisuel et la baisse générale des ventes des bestsellers BD, entraînant une surcharge de travail. Il décide de vendre.
En 2014, Mad Fabrik rejoint le groupe français Glénat. En 2018, pour les 25 ans de Kid Paddle (son personnage emblématique), Midam inaugure la plus grande galerie BD d’Europe en exposant des planches originales, des illustrations grand format et des toiles dans un style pictural proche du street art.
En 2019, l’auteur signe un contrat d’édition chez Dupuis pour les futurs albums, renouant avec son éditeur historique après une parenthèse de 10 ans. En 2023, à l'occasion cette fois des 25 ans de Kid Paddle, se tient une exposition rétrospective chez Sotheby's à Bruxelles.

### Pseudonyme
Le pseudonyme Midam vient de la contraction de son vrai nom, Michel Ledent, en « Mi-dent ». Le pseudonyme devait donc à l'origine rimer avec « dent », mais Midam a reconnu que la plupart des gens le faisaient rimer avec « dame ».
MAD Fabrik regroupe les initiales des fondateurs : M pour Midam, A pour Araceli Cancino et D pour Dimitri Kennes.

## Affaire judiciaire
En avril 2024, Midam est l'objet d'une plainte pour viol. La plaignante témoigne s'être retrouvée nue dans le lit de Midam après avoir perdu connaissance et avoir subi des rapports sexuels non consentis après un dîner chez l'auteur en juillet 2021. Le parquet requiert initialement un non-lieu, mais la chambre du conseil ordonne le renvoi de l'affaire en correctionnelle. Midam nie les accusations et affirme que la relation était consentie,,. Le tribunal correctionnel de Bruxelles a acquitté Michel Ledent, le 18 juin 2025.
Le tribunal a notamment établi que les déclarations de la victime sont contraires à certains témoignages et que sa version contredit les messages qu'elle a envoyés à Midam avant et après les faits. Le tribunal a également relevé que le contexte de dévoilement des faits n'était pas neutre, compte tenu de la divulgation de la plainte à la presse, et que rien ne permet de prouver que la victime était dans un état de fragilité au moment de la relation sexuelle.

## Publications

### Scénario et dessin
- Kid Paddle :
- 1. Jeux de vilains, Dupuis, Marcinelle, mars 1996
Scénario et dessin : Midam - Couleurs : Angèle -  (ISBN 2-8001-2254-4)
- 2. Carnage total, Dupuis, Marcinelle, novembre 1996
Scénario et dessin : Midam - Couleurs : Angèle -  (ISBN 2-8001-2339-7)
- 3. Apocalypse boy, Dupuis, Marcinelle, septembre 1997
Scénario et dessin : Midam - Couleurs : Angèle -  (ISBN 2-8001-2459-8) — Sélection officielle du Festival d'Angoulême 1998.
- 4. Full metal casquette, Dupuis, Marcinelle, octobre 1998
Scénario et dessin : Midam - Couleurs : Angèle -  (ISBN 2-8001-2594-2)
- 5. Alien chantilly, Dupuis, Marcinelle, septembre 1999
Scénario et dessin : Midam - Couleurs : Angèle -  (ISBN 2-8001-2782-1)
- 6. Rodeo blork, Dupuis, Marcinelle, novembre 2000
Scénario et dessin : Midam - Couleurs : Angèle -  (ISBN 2-8001-2957-3)
- 7. Waterminator, Dupuis, Marcinelle, novembre 2001
Scénario et dessin : Midam - Couleurs : Angèle -  (ISBN 2-8001-3111-X) — Sélection officielle du Festival d'Angoulême 2002.
- 8. Paddle...My name is Kid Paddle, Dupuis, Marcinelle, novembre 2002
Scénario et dessin : Midam - Couleurs : Angèle -  (ISBN 2-8001-3259-0)
- 9. Boing ! boing ! bunk ![22], Dupuis, Marcinelle, mars 2004
Scénario et dessin : Midam - Couleurs : Angèle -  (ISBN 2-8001-3359-7)
- 10. Dark, j'adore !, Dupuis, Marcinelle, août 2005
Scénario et dessin : Midam - Couleurs : Angèle -  (ISBN 2-8001-3519-0) — Sélection officielle du Festival d'Angoulême 2006.
- 11. Le Retour de la momie qui pue qui tue, Dupuis, Marcinelle, octobre 2007
Scénario et dessin : Midam - Couleurs : Angèle -  (ISBN 978-2-8001-3949-4) — Sélection officielle du Festival d'Angoulême 2008.
- 12. Panik room[23], Mad Fabrik, Lasne, 24 août 2011
Scénario et dessin : Midam - Couleurs : Angèle -  (ISBN 978-2-930618-07-4)
- 13. Slime project, Mad Fabrik, Lasne, 14 novembre 2012
Scénario et dessin : Midam - Couleurs : Angèle -  (ISBN 978-2-930618-27-2)
- 14. Serial Player, Mad Fabrik, Grenoble, 5 novembre 2014
Scénario et dessin : Midam - Couleurs : Angèle -  (ISBN 978-2-7234-9971-2)
- 15. Men in blork, Mad Fabrik, Lasne, 8 novembre 2017
Scénario et dessin : Midam - Couleurs : Angèle -  (ISBN 978-2-7234-9988-0)
- 16. Kid N'Roses[24], Dupuis, Marcinelle, 6 octobre 2020
Scénario : Midam, Patelin, Gof - Dessin : Midam, Ian Dairin, Dany, Adam - Couleurs : Angèle -  (ISBN 979-10-34747-77-1)
- 17. Tattoo compris[25], Dupuis, Marcinelle, 29 octobre 2021
Scénario : Midam, Patelin, Gof - Dessin : Midam, Ian Dairin - Couleurs : Angèle -  (ISBN 979-10-34754-41-0)
- 18. Silence of the lamps[26], Dupuis, Marcinelle, 4 novembre 2022
Scénario : Midam, Patelin, Gof, Romain Pujol - Dessin : Midam, Ian Dairin - Couleurs : Angèle -  (ISBN 979-10-34763-12-2)
- 19. Love, Death and RoBlorks[27], Dupuis, Marcinelle, 3 novembre 2023
Scénario : Midam, Patelin, Gof - Dessin : Midam, Ian Dairin - Couleurs : Angèle -  (ISBN 979-10-34768-76-9)
- 20. Blork chef, Dupuis, Marcinelle, 31 octobre 2024
Scénario et dessin : Midam - Couleurs : Angèle -  (ISBN 978-2-8085-0519-2)

- Kid paddle hors série :
  - 2010 : Monsters  (ISBN 978-2-9600938-7-2)
  - 2012 : Cherche et trouve, scénario : Araceli Cancino  (ISBN 978-2-930618-22-7)
  - 2022 : Daddy Cool  (ISBN 979-10-34762-66-8)
- Game Over
- 1. Blork Raider[28], Dupuis, Marcinelle, octobre 2004
Scénario : Augustin, Bercovici, Thiriet et Midam - Dessin : Midam - Adam - Couleurs : Angèle -  (ISBN 2800135921)
- 2. No Problemo, Dupuis, Marcinelle, août 2006
Scénario : Augustin, M. Fourrier, Midam - Dessin : Midam - Adam - Couleurs : Angèle -  (ISBN 2800136952)
- 3. Gouzi gouzi gouzi, Dupuis, Marcinelle, octobre 2008
Scénario : Marin, Midam, Noblet et Salma - Dessin : Midam - Adam - Couleurs : Angèle -  (ISBN 9782800140230)
- 4. Oups[29] !, Dupuis, Marcinelle, 5 novembre 2009
Scénario : Midam - gameoverforever - Dessin : Midam - Adam - Couleurs : Angèle -  (ISBN 9782800145501)
- 5. Walking Blork, Mad Fabrik, 20 août 2010
Scénario : Midam - gameoverforever - Dessin : Midam - Adam - Couleurs : Angèle -  (ISBN 9782960093834) — Sélection officielle du Festival d'Angoulême 2011.
- 6. Sound of Silence, Mad Fabrik, mars 2011
Scénario : Midam - Patelin - Dessin : Midam - Adam - Couleurs : Ben BK -  (ISBN 9782930618050)
- 7. Only For Your Eyes[30], Mad Fabrik, 30 novembre 2011
Scénario : Midam - Thitaume - Dessin : Midam - Adam - Couleurs : Ben BK -  (ISBN 978-2-930618-14-2)

1. Cold Case, affaires glacées[31], 2012, MAD Fabrik,  (ISBN 978-2-9306-1825-8).
2. Bomba fatale, 2012, MAD Fabrik,  (ISBN 978-2-9306-1830-2).
3. Watergate, 2013, MAD Fabrik,  (ISBN 978-2-9306-1852-4).

- 11. Yes, I can !, Glénat, coll. « Mad Fabrik », Grenoble, 13 novembre 2013
Scénario : Midam - Patelin - Dessin : Midam - Adam - Julien Mariolle - Couleurs : Angèle -  (ISBN 978-2-930618-54-8)
- 12. Barbecue royal, Glénat, coll. « Mad Fabrik », Grenoble, 27 août 2014
Scénario : Midam - gameoverforever.com - Dessin : Midam - Adam - Couleurs : Ben Bk -  (ISBN 978-2-7234-9976-7)
- 13. Toxic affair[32], Glénat, coll. « Mad Fabrik », Grenoble, 21 octobre 2015
Scénario : Midam - Patelin - Dessin : Midam - Adam - Couleurs : Angèle -  (ISBN 978-2-7234-9977-4)
- 14. Fatal attraction, Glénat, coll. « Mad Fabrik », Grenoble, 14 septembre 2016
Scénario : Midam - Benz - Dessin : Midam - Adam - Couleurs : Ben Bk -  (ISBN 978-2-7234-9978-1)
- 15. Very Bad Trip[33], Glénat, coll. « Mad Fabrik », Grenoble, 9 novembre 2016
Scénario : Midam - Patelin - Dessin : Midam - Adam - Couleurs : Angèle -  (ISBN 978-2-7234-9979-8)
- 16. Aïe aïe eye, Glénat, coll. « Mad Fabrik », Grenoble, 4 octobre 2017
Scénario : Midam - gameoverforever.com - Dessin : Midam - Adam - Couleurs : Ben BK -  (ISBN 978-2-7234-9980-4)
- 17. Dark Web, Glénat, coll. « Mad Fabrik », Grenoble, 31 octobre 2018
Scénario : Midam - Valérian - Dessin : Midam - Adam - Couleurs : Angèle -  (ISBN 978-2-7234-9981-1)
- 18. Bad Cave, Dupuis, Marcinelle, 31 octobre 2019
Scénario : Midam - Thitaume - Dessin : Midam - Adam - Couleurs : Ben BK -  (ISBN 979-1-0347-4357-5)
- 19. Beauty Trap, Dupuis, Marcinelle, 21 août 2020
Scénario : Midam - Patelin - Dessin : Midam - Adam - Couleurs : Ben BK -  (ISBN 979-1-0347-4800-6)
- 20. Deep Impact, Dupuis, Marcinelle, 20 août 2021
Scénario : Midam - Patelin - Dessin : Midam - Adam - Couleurs : Ben BK -  (ISBN 979-1-0347-5432-8)
- 21. Rap incident[34], Dupuis, Marcinelle, 19 août 2022
Scénario : Midam - Benz - Dessin : Midam - Adam - Couleurs : Ben BK -  (ISBN 9791034762965)
- 22. Road Tripes[35], Dupuis, Marcinelle, 25 août 2023
Scénario : Midam - Patelin - Dessin : Midam - Adam - Couleurs : Ben BK -  (ISBN 9791034768752)
- 23. Rest in pieces[36],[37], Dupuis, Marcinelle, 6 septembre 2024
Scénario : Midam - Benz - Dessin : Midam - Adam - Couleurs : Angèle -  (ISBN 978-2-8085-0502-4)

- Game Over hors série :
  - 2012 : Game Over forever  (ISBN 978-2-930618-28-9)
  - 2013 : Game Over the origins[38],[39]  (ISBN 978-2-930618-43-2)
  - 2019 : Midam's director's cut  (ISBN 978-2-344-03565-8)
  - 2020 : Princess Over, compilation  (ISBN 978-2-344-03861-1)
  - 2021 : Attack of the Blorks  (ISBN 978-2-344-04778-1)
  - 2025 : Game Zoover - Best of zoo[40]  (ISBN 978-2-344-06940-0)
- Grrreeny :
  - 2010 : Sors tes griffes pour ta planète (Prix Collégien du Musée des Confluences de Lyon en 2011).
- 1. Vert un jour, vert toujours, MAD Fabrik, 23 mai 2012
Scénario : Midam, Patelin - Dessin : Midam, Netch, Adam - Couleurs : Ben BK -  (ISBN 9782930618210),Prix du Livre Environnement 2012 de la Fondation Veolia.
- 2. Un cadeau de la nature, MAD Fabrik, 12 juin 2013
Scénario : Midam, Patelin - Dessin : Midam, Julien Mariolle, Netch, Adam - Couleurs : Ben BK -  (ISBN 9782930618456)
- 3. Habitons bio !, MAD Fabrik, 20 mai 2014
Scénario : Midam, Patelin, Araceli Cancino - Dessin : Midam, Julien Mariolle, Adam - Couleurs : Madeline Feuillat -  (ISBN 978-2-7234-9982-8)
- 4. Green Anatomy[41], MAD Fabrik, 3 février 2016
Scénario : Midam, Julien Mariolle, Patelin, Araceli Cancino - Dessin : Midam, Julien Mariolle - Couleurs : Ben BK - Adam -  (ISBN 978-2-7234-9983-5),Avec une première mondiale : description scientifique officielle de deux espèces d'insectes (Histeridae) au sein d'une B.D).

### Scénario
- Durant les travaux, l'exposition continue… :
  - 1998 : Histoires à lunettes (Dessin de Clarke)
  - 1999 : Le Retour des histoires à lunettes (Dessin de Clarke)
  - 2000 : Crises de foi[42] (Dessin de Clarke)
- 2004 : Le Miracle de la vie 1 (Dessin de Clarke)
- 1. Harding was here[43], Quadrants, coll. « Azimut », Toulon, juin 2008
Scénario : Midam - Dessin : Adam - Couleurs : Jérôme Maffre -  (ISBN 9782302002210),Sélection officielle du Festival d'Angoulême 2009.

### Entretiens
- Midam : L'Art du gag[44], Dupuis, Marcinelle, 5 avril 2024
Scénario : Thierry Tinlot - Dessin : Midam - Couleurs : quadrichromie -  (ISBN 9791034770250)

### Collectifs
- Aphasia terra incognita, Fédération belge des aphasiques francophones, Bruxelles, 2004
Scénario : collectif - Dessin : collectif dont Midam - Couleurs : quadrichromie -  (ISBN 2-9600486-0-1) — Postface : Jean Van Hamme.
- Lanfeust par ses amis - Les Improbables, Soleil, Toulon, mai 2005
Scénario et couleurs : collectif - Dessin : collectif dont Midam -  (ISBN 2-84565-039-6)
- Astérix et ses amis, Les Éditions Albert René, Paris, 25 avril 2007
Scénario : collectif - Dessin : collectif dont Midam - Couleurs : quadrichromie -  (ISBN 978-2-86497-210-5),Participation : Ils sont fous ces Blorks.
- Titeuforama : 120 variations de Titeuf, Glénat, coll. « Tchô ! La collec... », Grenoble, 3 mai 2023
Scénario et couleurs : collectif - Dessin : collectif dont Midam -  (ISBN 978-2-344-05844-2)

### Catalogues d'exposition
- Un parcours d'artiste[45], Bern'Art, novembre 2021
Scénario, dessin et couleurs : Midam,réalisé dans le cadre de l'exposition Midam, organisée par la galerie Huberty & Breyne Paris du 4 novembre au 4 décembre 2021. 29,5 × 25 cm. Tirage : 800 ex..

## Prix et récompenses
- 1996 :  prix jeunesse décerné au festival BD de Hyères pour Jeux de vilains[46] ;
- 2005 :  prix Saint-Michel jeunesse pour Game Over, t. 1 : Blork Raider (avec Adam)[47] ;
- 2006 :  prix Canal J du meilleur album jeunesse pour Dark J’adore, le tome 10 de Kid Paddle ;
- 2008 :  Grand prix Diagonale pour l’ensemble de son œuvre[48].

#### Livres
: document utilisé comme source pour la rédaction de cet article.
- Jean Pirotte (dir.) et Luc Courtois, Du régional à l'universel. : L'imaginaire wallon dans la bande dessinée., Louvain-la-Neuve, Fondation wallonne Pierre-Marie et Jean-François Humblet, 1999, 310 p. (ISBN 978-2-9600072-3-7 et 2960007239, OCLC 1075833932), p. 241 lire sur Google Livres
- Jacques Fiérain, « Midam », dans La BD à Bruxelles et en Brabant, Charleroi, Éd. l'Âge d'or, avril 2003, 144 p., ill. ; 31 cm (ISBN 9782960119664 et 2960119665, OCLC 470388171, présentation en ligne), p. 104.
- Le 9e Rêve no 6, Bruxelles, Institut Saint-Luc de Bruxelles, École de recherche graphique, 2006, 144 p. (présentation en ligne), p. 60.
- Patrick Gaumer, « Midam », dans Dictionnaire mondial de la BD, Paris, Larousse, 2010, 953 p., ill. ; 27 cm (ISBN 978-2-0358-4331-9 et 2-0358-4331-6, OCLC 920924930, présentation en ligne), p. 595. .

#### Périodiques
- Midam (interviewé par François Le Bescond), « Les invités : Midam fait ses jeux », La Lettre - L'officiel de la bande dessinée, Dargaud, no 51,‎ janvier - février 2000, p. 35-36.
- Frédéric Bosser, « L'amateur d'art : Harding was here », dBD, no 25,‎ août 2008, p. 15.
- Midam (interviewé par Jean-Pierre Fuéri), « Entretien : Midam, la moutarde au nez », Casemate, no 39,‎ juillet 2011 (ISSN 1964-504X).
- Morgan Di Salvia, « En direct du futur : Blork Park ! », Spirou, Dupuis, no 4333,‎ 28 avril 2021 (ISSN 0771-8071).
- Damien Perez, « Un jour chez le nouveau Midam », Spirou, Dupuis, no 4360,‎ 3 novembre 2021 (ISSN 0771-8071).
- Midam et Thierry Tinlot (interviewés par Morgan Di Salvia), « En direct du futur : Profession gagman », Spirou, Dupuis, no 4437,‎ 26 avril 2023, p. 60 (ISSN 0771-8071).

#### Articles
- François Saint-Amand, « Midam, auteur de Game Over : "C'est une BD que les enfants veulent bien lire" », RTBF,‎ 3 septembre 2020 (lire en ligne, consulté le 6 avril 2024)
- Midam (interviewé par Michaël Degré), « Interview | Midam: des pots de moutarde au musée », L'Avenir,‎ 12 octobre 2020 (lire en ligne , consulté le 23 janvier 2025).
- Daniel Couvreur, « Midam, l’auteur monstre de la BD belge », Le Soir,‎ 13 octobre 2020 (lire en ligne , consulté le 6 avril 2024).
- Midam (interviewé par Didier Pasamonik), « Interviews : Midam : l’ambition pop [Podcast] », ActuaBD,‎ 15 novembre 2021 (lire en ligne, consulté le 9 février 2025).

### Vidéographie
- [vidéo] « Rencontre avec Midam. », sur YouTube
- [vidéo] « Masterclass pour dessiner un blork par Midam », sur YouTube